# Monnè, outrages et défis
Monnè, outrages et défis est un roman d'Ahmadou Kourouma publié en janvier 1990 aux éditions du Seuil.

## Résumé
Jeune souverain du royaume de Soba, Djigui Keita décide de passer outre à la retraite demandée par Samory, empereur du Pays mandingue. Les « Nazaréens », commandés par le Général Fadarba, entrent cependant sans difficulté dans la ville, malgré la magie des ancêtres, la protection d'Allah et la muraille rehaussée sauf au niveau de la colline truffée de sortilèges. S'ensuivront près de 100 années de Monnès (« outrages » et « défis ») de la colonisation et ses avatars jusqu'à l'aube de l'indépendance du pays, sous l'œil impuissant du souverain, contés par lui et ses griots.

## Éditions
- Monnè, outrages et défis, éditions du Seuil, 1990,  (ISBN 978-2020349642).
- Ahmadou Kourouma, Les Soleils des indépendances ; Monnè, outrages et défis ; En attendant le vote des bêtes sauvages ; Allah n'est pas obligé ; Quand on refuse on dit non ; Le Diseur de vérité, Paris, Le Seuil, 2010 (ISBN 978-2-02-103461-5)